# Protea scolopendriifolia
Protea scolopendriifolia är en tvåhjärtbladig växtart som först beskrevs av Richard Anthony Salisbury och Joseph Knight, och fick sitt nu gällande namn av Rourke. Protea scolopendriifolia ingår i släktet Protea och familjen Proteaceae. Inga underarter finns listade i Catalogue of Life.